# Dario Vidošić
Dario Vidošić (Eszék, 1987. április 8. –) horvát származású ausztrál válogatott labdarúgó, jelenleg a Sion játékosa.

## Statisztika

### Góljai a válogatottban
|    | Időpont           | Helyszín                                        | Ellenfél  | Gólok | Eredmény | Kiírás     |
| -- | ----------------- | ----------------------------------------------- | --------- | ----- | -------- | ---------- |
| 1. | 2010. május 10.   | Melbourne Cricket Ground, Melbourne, Ausztrália | Új-Zéland | 1–1   | 2–1      | barátságos |
| 2. | 2013. október 15. | Craven Cottage, London, Nagy-Britannia          | Kanada    | 2–0   | 3–0      | barátságos |